# Микьель, Доменико

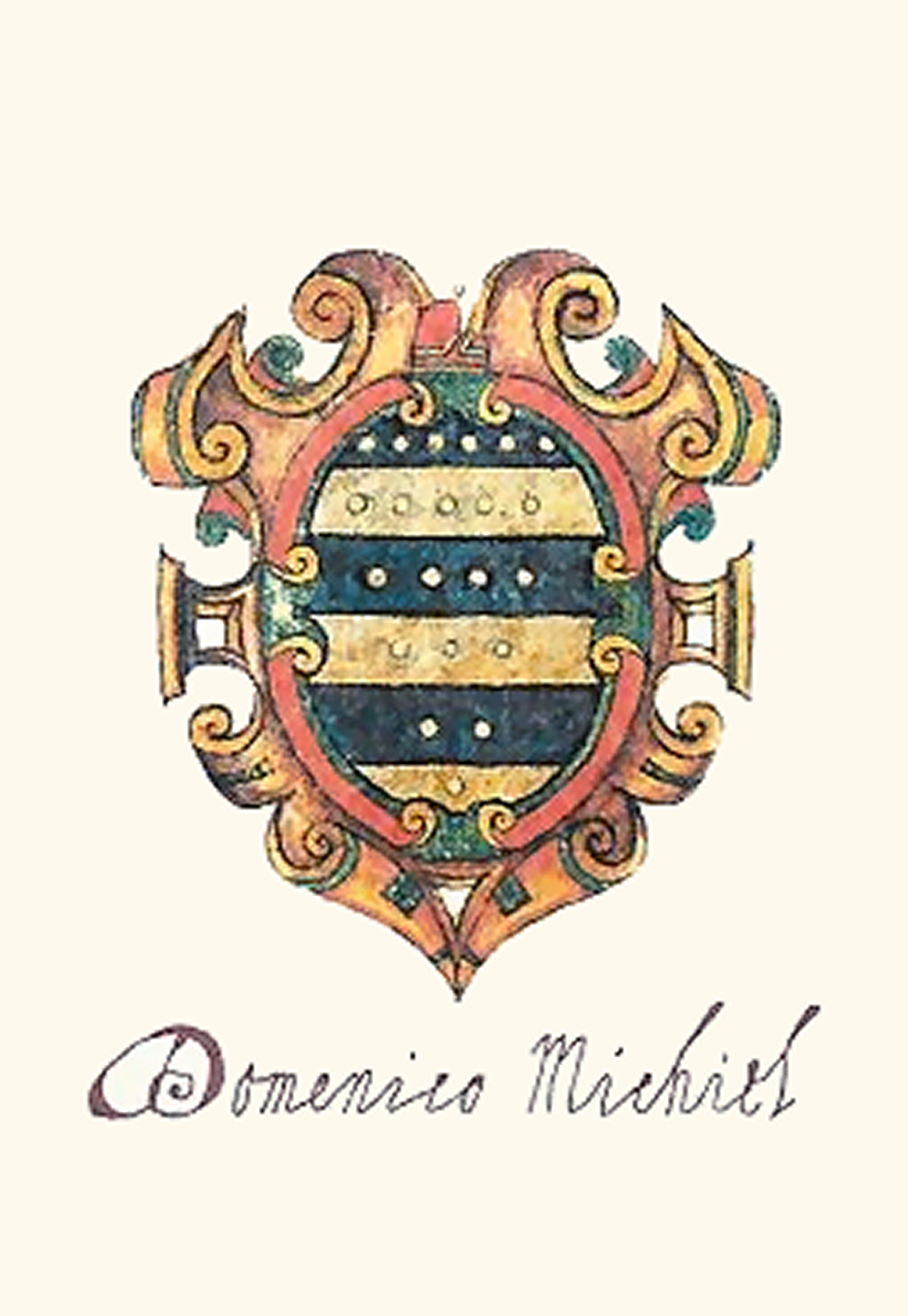
Герб Доменико Микьель

Доменико Микьель (итал. Domenico Michele; ? — 1130, Венеция) — 35-й венецианский дож (1118—1130).
Доменико Микьеле был внуком дожа Витале Микьеля. Участвовал в битве с венграми при Заре, во время которой погиб дож Орделафо Фальер.
Став дожем, сразу заключил мир с венгерским королём Стефаном II. В 1118 году византийский император Иоанн II Комнин отменил торговые привилегии Венеции, в ответ в 1122 году Доменико Микьеле снарядил против Византии флот из 71 судна. Венецианский флот шесть месяцев безуспешно осаждал Корфу, затем выдвинулся к Аскалону, где были сосредоточены египетские корабли. Заманив их в ловушку, венецианцы потопили все египетские суда.
Вернувшись в Акру, Микьеле, пользуясь зависимостью Иерусалимского королевства от его флота, заключил выгодное соглашение, согласно которому Венеции в каждом городе королевства пожаловали улицу с церковью, баней и пекарней, а также освободили от налогов и пошлин. За помощь в захвате Тира и Аскалона венецианцам полагалась треть этих городов и принадлежащих им территорий, что дало начало образованию венецианской колониальной империи. Вернувшись в Венецию, Микьеле привёз с собой мощи святых Доната и Исидора и гранитную плиту, на которой стоял Христос во время проповеди к жителям Тира. Через год после возвращения дож победил венгров в Далмации и византийцев в Кефалонии и заставил Иоанна Комнина вернуть Венеции торговые привилегии.
Последние пять лет никуда не выезжал из Венеции, занимаясь внутренними делами республики. Первым в Европе организовал уличное освещение. В 1130 году отрекся и удалился в монастырь Сан-Джорджио Маджоре, где вскоре умер и был похоронен.
Доменико Микьеле — единственный дож Венеции, трижды изображённый на картинах в зале голосования Дворца дожей.